# Oblatos de San José
La Congregación de Oblatos de San José (en latín: Congregatio Oblatorum S. Ioseph, Astae Pompejae) es una congregación religiosa clerical de la Iglesia católica de derecho pontificio, fundada por José Marello Vialle, el 14 de marzo de 1878 en Asti, Italia. Los miembros de este instituto son conocidos como Oblatos de San José o también como Josefinos de Asti y posponen a sus nombres las siglas: O.S.I.

## Historia

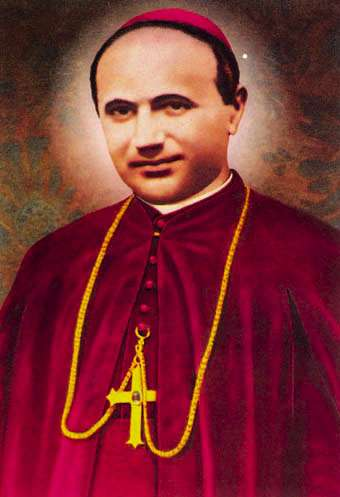
José Marello Vialle (1844-1895), fundador de los Oblatos de San José.

José Marello Vialle deseaba constituir una comunidad de verdaderos discípulos de Jesucristo, donde se viviera el mandamiento de la caridad con un estilo de vida fraternal a imitación de la Sagrada Familia y donde sus miembros se inspiraran en San José, el primero que cuidó los intereses de Jesús. Así, el 14 de marzo de 1878, instituyó a los Oblatos de San José.
En 1909 la Santa Sede aprobó la congregación.

## Actividades y presencias
Está conformada por hermanos religiosos y sacerdotes. Los hermanos se dedican a las obras de apostolado propias de la Congregación, según las disposiciones y aptitudes de cada uno. Los sacerdotes, en cambio, realizan su ministerio pastoral en las parroquias. Ellos predican, catequizan, dirigen espiritualmente y celebran acciones litúrgicas. El principal trabajo apostólico común es la educación moral y religiosa de los jóvenes. Asimismo, ellos se dedican a las misiones y al servicio del clero diocesano. Se dedican también a la misión ad gentes, con el ideal de evangelizar a quienes no conocen de Cristo. 
En 2011, la congregación contaba con 568 religiosos, de los cuales 385 eran sacerdotes, y unas 110 casas, repartidas en Bolivia, Brasil, Estados Unidos, Filipinas, India, Italia, México, Mozambique, Nigeria, Perú, Polonia y Rumanía. La curia general se encuentra en Roma y su actual Superior general es el presbítero polaco Jan Pelczarski OSJ.